# 元延明
元延明（484年—530年4月22日），字延明，河南郡洛阳县（今河南省洛阳市东）人，魏文成帝拓跋濬之孫，侍中、和龙镇都大将、营州刺史、安丰匡王拓跋猛之子，北魏宗室、官员。

## 生平
元延明是安豐王拓跋猛的長子，父親過世後襲封爵位，宣武帝元恪時期，起家初授太中大夫。延昌元年（512年），北魏水災旱災頻發，全國大饥，元延明拿出自家的财产，養活宾客數十家。孝明帝元詡即位後，担任豫州刺史、征虜將軍，任內治理頗有成绩，後又擔任徐州刺史、雍州刺史等官，累遷至侍中、領國子祭酒、兼尚書右僕射。
孝昌元年（525年）一月，徐州刺史元法僧割據彭城降梁，陳慶之、胡龍牙、成景儁、元略等梁將北上接應並佔領徐州，朝廷下詔讓元延明擔任東道行臺，都督臨淮王元彧、李憲等部隊攻打彭城。元延明再派將領丘大千筑堡垒阻挡梁军前进。梁軍成功佔據徐州後，由豫章郡王蕭綜都督众军，镇守彭城。后来，梁武帝蕭衍命令萧综退军，原先萧综認為自己是南齊东昏侯萧宝卷之子，若南归后恐無机会与待在北魏的叔父齊王萧宝寅相见，遂于同年（525年）六月率数骑连夜投奔元延明，梁軍因此崩潰，元延明趁機收復徐州全境。戰後任命為徐州刺史，當時徐州地區久經戰亂，民生凋敝，元延明上任後安撫慰問百姓，吸引流戶重歸故土，安居家業。
孝莊帝武泰年間，官拜大司馬、兼尚書令，武泰元年（528年）十月，梁武帝蕭衍扶植北海王元顥為北魏皇帝，讓他率領軍隊北伐，隔年（529年）五月，元顥攻入洛陽，元延明接受元顥的委任託付，領兵鎮守河橋。七月，爾朱榮派爾朱兆和賀拔勝夜渡黃河，擊破元延明軍隊，元顥政權敗亡，元延明帶著妻兒逃亡南方，梁中大通二年三月十日（530年4月22日）在南梁京城建業過世，享年四十七歲，之後歸葬洛陽。

## 人物性格
元延明有文才，且博覽群書，家中藏书有上萬卷之多，個性節儉，不治產業。元延明和中山王元熙、臨淮王元彧齊名，三人的才學和聲望皆聞名於世，雖比不上另外兩人風流灑脫，但元延明個性更為古樸厚重，擔任侍中之時，和崔光訂立朝廷輿服的規範，又因為博學多聞，所以負責監督國內金石碑碣之事。
元延明也喜好著述，他所寫的詩賦、讚頌、銘誄共有三百多篇，又撰有《五经宗略》四十卷、《三禮宗略》二十卷、《诗礼别义》三卷，此外還有《注帝王世紀》、《列仙傳》等書。

## 逸事
- 宣武帝寵臣茹皓想為他的弟弟娶媳婦，準備招聘元延明的妹妹，元延明認為茹皓家族並非高門舊族，不予准許，北海王元詳對元延明說：「你如果想找個好官做，怎麼不跟茹皓他們家結親呢？」在元詳勸說下，元延明才答應這椿婚事[3]。

- 元延明曾經計畫將五經中的算數之事，還有歷代音樂之事分別條列輯出，著成專書，河間人信都芳擅長天文算數，因此延請他入府協助編纂；此外又收集了渾天儀、地動儀、風動儀、欹器、銅烏漏刻等器物，讓信都芳描繪並研究。之後元延明南逃，此工作由信都芳完成[4]。

## 家庭

### 王妃
- 長樂馮氏，京兆郡公馮熙之女，馮誕、孝文帝廢皇后及幽皇后的妹妹[5]

### 子女
- 元子邃，北齐征西将军、上洛县男[6]
- 元子玄，征北将军、相州刺史[7]
- 罄阳公主[8]，先嫁崔孝芬，后改嫁郑伯猷[9]
- 元智光，元延明第三女，嫁使持节、都督齐州诸军事、镇东将军、齐州刺史冯昕[10]